# Santuario della Madonna di San Pietro
Il santuario della Madonna di San Pietro è un edificio sacro che si trova a Piancastagnaio.

## Storia e descrizione
Divenne un importante luogo di culto dal 1583, in seguito a eventi miracolosi che si sarebbero verificati in correlazione a un'immagine della Vergine.
Nell'interno si trova una sorta di "galleria" di Francesco Nasini: il Miracolo di Sant'Andrea Corsini, il ciclo di affreschi negli arconi (Ecce Homo e Trionfo di San Michele, 1640), l'Angelo annunciante e la Vergine annunciata, la Crocifissione (1641), e soprattutto le originalissime raffigurazione dei Novissimi (1641); alla sua bottega è riconducibile il Cristo deriso e i dipinti della cappella di San Carlo Borromeo.
Lo Sposalizio mistico di Santa Caterina d'Alessandria è di don Antonio Nasini, figlio di Francesco. Sull'altare maggiore è conservata la venerata immagine della Madonna (1580) di Martino d'Urbano da Celia.

## Altre immagini

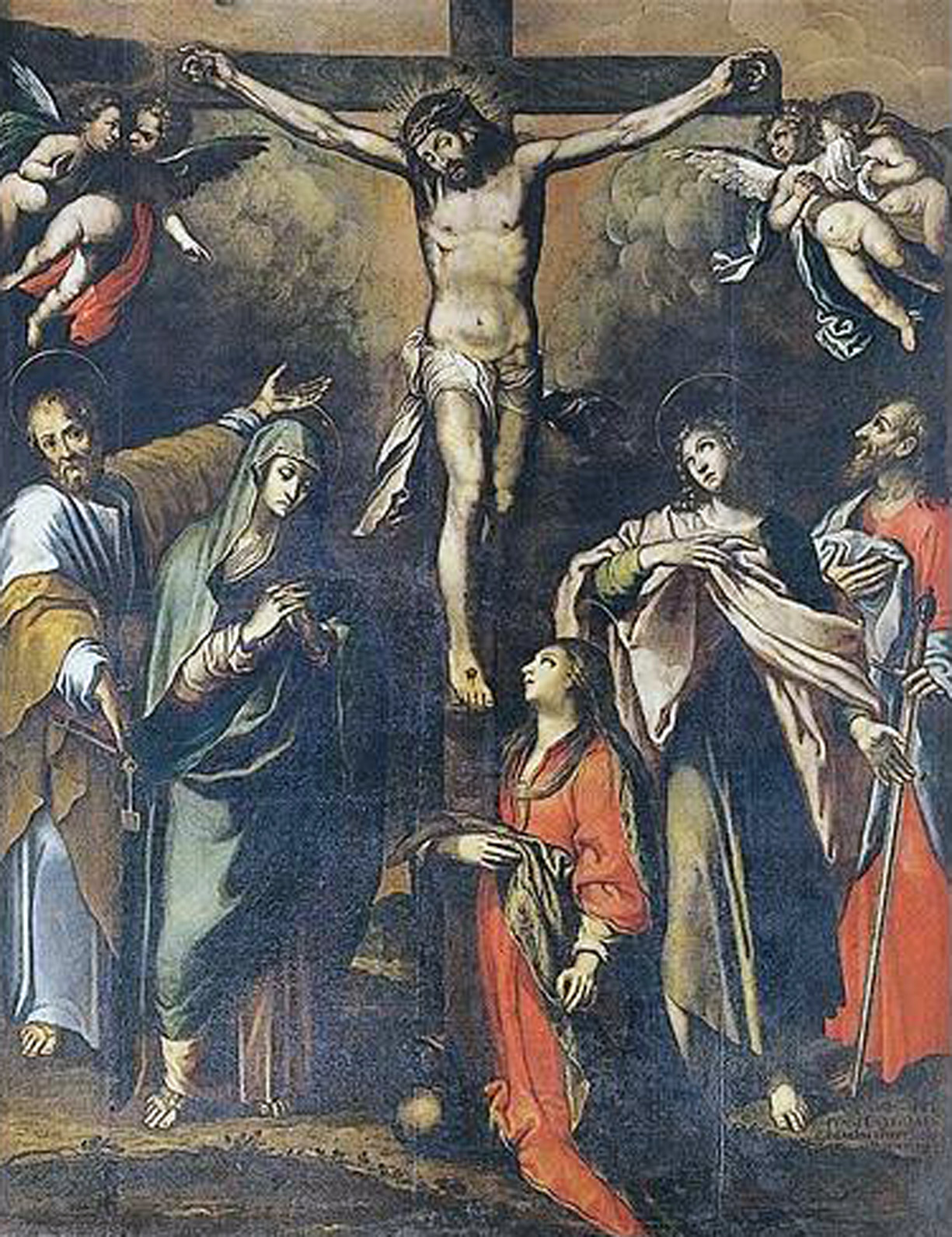
Crocifissione di Francesco Nasini
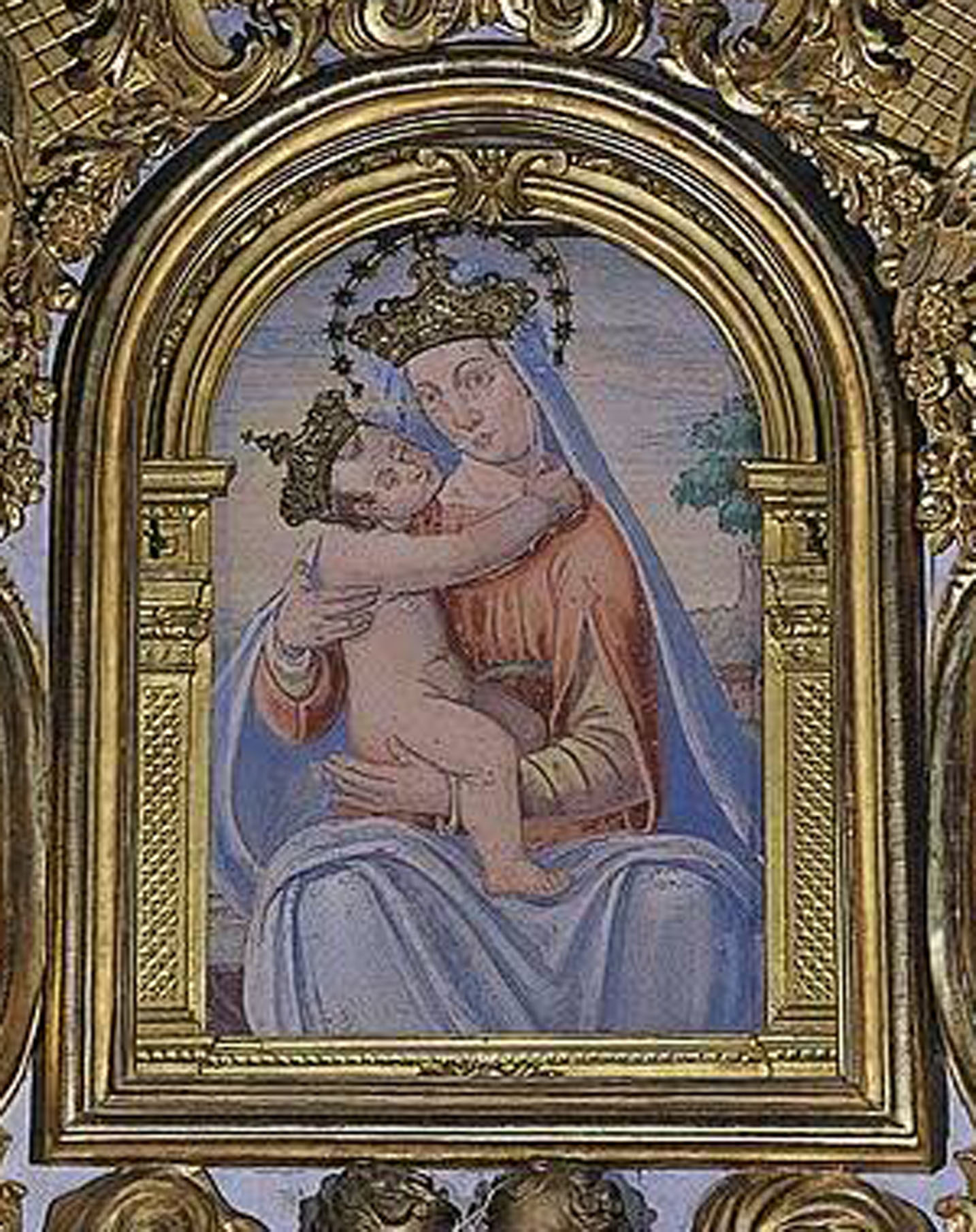
Madonna di Martino d'Urbano da Celia
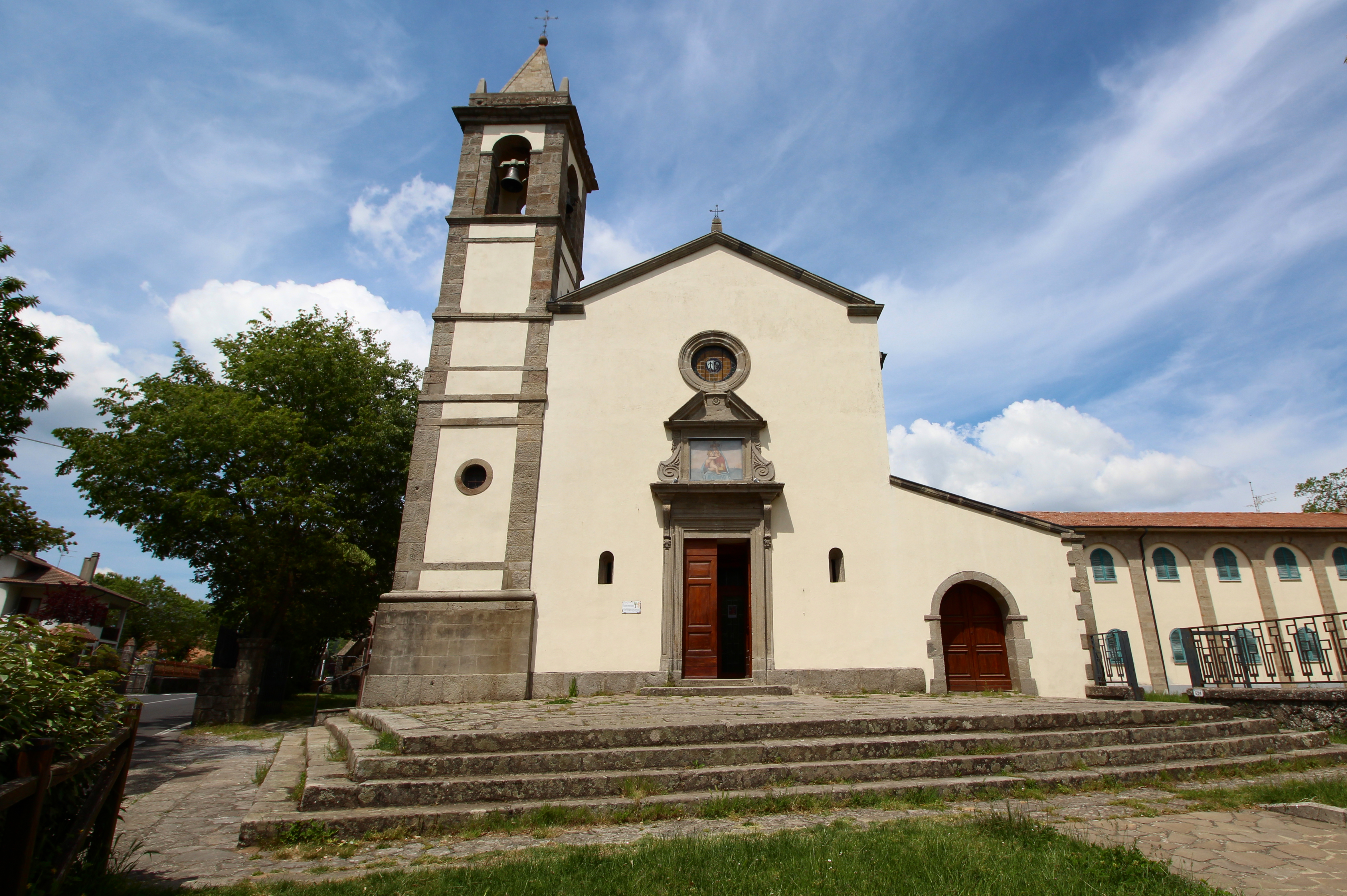
Esterno